# Felix Atenstädt
Paul Felix Atenstädt (* 10. August 1866 in Schirgiswalde bei Bautzen; † 4. Dezember 1943 in Leipzig) war ein deutscher Klassischer Philologe und Gymnasiallehrer, der an verschiedenen Gymnasien im Königreich Sachsen unterrichtete. Besonders im Ruhestand (ab 1913) beschäftigte er sich wissenschaftlich mit der geographischen Literatur der Antike.

## Leben
Paul Felix Atenstädt war der Sohn des Apothekers Karl Heinrich Atenstädt und der Laura geb. Heinze; sein jüngerer Bruder war der Lebensmittelchemiker Paul Atenstädt. Er besuchte von 1877 bis 1886 das Gymnasium zu Bautzen, wo er zu den besten Schülern seines Jahrgangs zählte. Nach dem Tod seines Vaters 1881 setzte er seine Gymnasialzeit mit verschiedenen privaten und staatlichen Stipendien fort und hielt bei der Abiturentlassungsfeier eine lateinische Rede auf eine Horazode. Für seine hervorragenden Zensuren in der Reifeprüfung erhielt er einen Preis des Stadtrats und ein Königliches Stipendium, mit dem er sein Studium bestreiten konnte.
Entsprechend seinen Neigungen und den Empfehlungen seiner Lehrer studierte Atenstädt Klassische Philologie, und zwar an der Universität Leipzig, wo damals Otto Ribbeck, Justus Hermann Lipsius und Kurt Wachsmuth tätig waren. Er wurde auch Mitglied und später Alter Herr des Klassisch-Philologischen Vereins Leipzig im Naumburger Kartellverband. Am 26. Mai 1891 wurde er zum Dr. phil. promoviert, im Juli 1891 legte er die Prüfung für das höhere Schulamt ab.
Nach dem Probejahr am Leipziger Nicolaigymnasium (1891/1892) unterrichtete Atenstädt ab August 1892 an Dr. Schusters Privatschule. Im Mai 1894 bestand er die Erweiterungsprüfung für den Deutschunterricht und unternahm anschließend eine mehrmonatige Forschungs- und Bildungsreise durch die Schweiz und Oberitalien. Zu Ostern 1895 ging Atenstädt als Hilfslehrer an die Realschule mit Progymnasium in Stollberg/Erzgeb., wo er 1896 fest angestellt wurde. Ab 1902 wirkte er als Oberlehrer am Gymnasium in Schneeberg (Erzgebirge), wo er am 23. November 1908 zum Gymnasialprofessor ernannt wurde.
Zum 1. April 1913 trat er vorzeitig in den Ruhestand und zog eine Woche später mit seiner Frau nach Leipzig. Dort widmete er sich ganz seiner Forschungsarbeit. Er beschäftigte sich seit seinem Studium mit den griechischen Geografen, besonders mit Stephanos von Byzanz. Er veröffentlichte zahlreiche Aufsätze in renommierten Fachzeitschriften (Rheinisches Museum für Philologie, Hermes, Philologus), in denen er sich vor allem mit Lokalisierungs-, Quellen- und Echtheitsfragen befasste.
Felix Atenstädt starb am 4. Dezember 1943 bei einem Luftangriff auf Leipzig.

## Schriften (Auswahl)
- De Hecataei Milesii fragmentis quae ad Hispaniam et Galliam pertinent. Leipzig 1891 (Leipziger Studien zur classischen Philologie 14,1; = Dissertation)
- Quellenstudien zu Stephanos von Byzanz. Erster Teil: Alexander Polyhistor – Philon von Byblos und Hesychios von Milet. Schneeberg 1910 (Schulprogramm)
- Zu Stephanus von Byzanz. In: Rheinisches Museum für Philologie. Band 72 (1917/1918), S. 479–480
- Zwei Quellen des sogenannten Plutarch de fluviis. In: Hermes. Band 57 (1922), S. 219–246
- Ein Beitrag zu Stephanus von Byzanz. In: Philologus. Band 80 (1925), S. 312–330
- [Apollodoros] Περὶ γῆς. Zur Quellen- und Echtheitsfrage. In: Rheinisches Museum für Philologie. Band 82 (1933), S. 115–144
- Zu Steph. Byz. Δύμη und Strab. VIII 386ff. In: Philologus. Band 89 (1934), S. 54–62
- Nachtrag zu Apollodoros 61. In: Paulys Realencyclopädie der classischen Altertumswissenschaft (RE). Supplementband VI, Stuttgart 1935, Sp. 8–10.
- Kaukonen und triphylisches Pylos. In: Philologus. Band 92 (1937), S. 378–382
- Apollodors κατάλογος νεῶν bei Strabon. In: Philologus. Band 95 (1942), S. 55–78